# László Magyar (explorateur)
Pour les articles homonymes, voir Magyar.
Dans le nom hongrois Magyar László, le nom de famille précède le prénom, mais cet article utilise l’ordre habituel en français László Magyar, où le prénom précède le nom.
László Magyar (Szombathely, 13 novembre 1818-Ponte de Cuio, Angola, 9 novembre 1864) est un explorateur et cartographe hongrois.

## Biographie
Il sert comme officier dans la marine de la République d'Argentine puis devient commerçant en Afrique (1847). Les premières découvertes dans le centre de l'Afrique, le convainquent de devenir explorateur. Il part de Benguela vers le centre du continent avec une caravane. Il décrit la côte de la Namibie et arrive au pays de Bihé où il s'établit. Il y épouse alors la fille du roi et y demeurera dix-sept ans. Il visite aussi le Bas-Congo, la Kasaï et le Haut-Zambèze. Il dresse de ses voyages plusieurs cartes qu'August Petermann corrigera et étudiera peuples et langages.
Il entre ensuite dans l'administration portugaise et meurt en Angola en 1864.
Jules Verne le mentionne dans le premier chapitre de son roman Cinq semaines en ballon et dans le chapitre VIII des Aventures de trois Russes et de trois Anglais dans l'Afrique australe.

## Publication
- 1858 : Reisen in Südafrika : 1848-1857.